# Menorragia

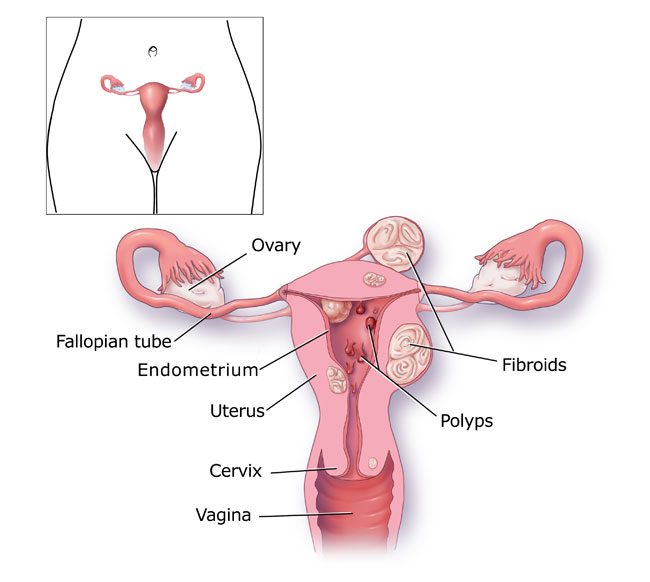
Menorragia

La menorrea, también conocida como menorragia o sangrado menstrual grave (SMG), es una condición en la que las mujeres experimentan sangrados menstruales intensos o prolongados. Es el tipo más común de sangrado uterino anormal y puede ser tan abundante que dificulta la realización de actividades cotidianas debido a la cantidad de sangre perdida y los calambres que lo acompañan.
Experimentar sangrados menstruales abundantes o prolongados sin recibir tratamiento puede afectar la calidad de vida. Además, puede provocar anemia, una afección sanguínea común que presenta fatiga y debilidad. Los problemas de sangrado podrían desencadenar otros problemas de salud. Es importante consultar con un profesional de la salud para recibir un diagnóstico adecuado y tratamiento oportuno. 

## Etimología
La palabra "menorrea" proviene del griego men (mes) y rhein (fluir), más el sufijo -ea (relación, pertenencia). Flujo que se produce cada mes o flujo menstrual.

## Historia
Algunos autores han utilizado el término "menorragia" en su sentido literal, mientras que otros, según la escuela ginecológica a la que pertenecen, han empleado la palabra como sinónimo de metrorragia, refiriéndose a cualquier hemorragia uterina. La distinción entre estos dos tipos de sangrados es difícil de hacer en mujeres que no están embarazadas, ya que muchas veces las hemorragias uterinas, sin importar su causa, adoptan un carácter periódico similar al de la menstruación, lo que puede llevar a confusión.
En algunos casos, la hemorragia puede ser un síntoma de una lesión en el útero. Sin embargo, en estas situaciones, el flujo sanguíneo suele estar mezclado con moco, pus u otras secreciones, y acompañado de dolor intenso.

## Características
Las principales características de la menorragia incluyen:
- Sangrado menstrual que supera los 80 ml por ciclo.[7]
- Duración del sangrado superior a 7 días.
- Sangrado lo suficientemente intenso como para empapar productos sanitarios (toallas o tampones) cada hora.
- Puede presentarse como un sangrado abundante, prolongado, o ambos a la vez.[2]
- Coágulos sanguíneos grandes o de más de 2,5 cm durante el periodo menstrual.[8]

Durante la perimenopausia, que es la etapa de transición hacia la menopausia, muchas mujeres pueden experimentar cambios en su menstruación, como un aumento en la abundancia del sangrado. Aunque los períodos irregulares son comunes en esta etapa y generalmente no deberían causar preocupación, es crucial estar atenta a ciertos signos que podrían indicar problemas en el sistema reproductivo. Estos cambios pueden comenzar a notarse en los 40 años, aunque algunas mujeres pueden experimentar alteraciones desde mediados de sus 30. El sangrado problemático antes de la menopausia es causado habitualmente por una disfunción ovulatoria.

## Síntomas
Antes de la hemorragia, es común que se presenten ciertos signos como pesadez y dolor en la parte baja del abdomen, cólicos y dolor de cabeza. Luego, la sangre comienza a salir de los vasos, y la cantidad y duración del flujo pueden variar mucho. Esto puede llevar a una sensación de debilidad, que puede ir desde un leve cansancio y mareos hasta palidez, síncope o, en casos extremos, complicaciones graves.
El flujo menstrual suele ocurrir una sola vez, aunque a menudo puede repetirse en momentos regulares o irregulares. Esta repetición generalmente depende de la causa subyacente y, a veces, de cómo ha respondido el cuerpo a lo largo del tiempo.
Algunos otros síntomas comunes son:
- Manchas de flujo anormal entre periodos menstruales.
- Sangrado durante el embarazo (debe ser evaluado de inmediato por un médico).
- Cansancio extremo o anemia, debido a la pérdida significativa de sangre.
- Dificultad para respirar, consecuencia de la anemia severa.
- Interferencia en las actividades diarias debido a la cantidad de sangre perdida.

Es fundamental tener en cuenta que estos síntomas pueden variar entre diferentes personas y pueden estar asociados con otras condiciones. Por lo tanto, es crucial consultar a un profesional de la salud para obtener un diagnóstico preciso y el tratamiento adecuado.

## Causas
La menorragia puede tener diversas causas, entre las que se incluyen:
- Desequilibrio hormonal: Un desbalance entre estrógeno y progesterona, común en adolescentes y mujeres en perimenopausia, puede provocar sangrados abundantes.
- Fibromas y pólipos uterinos Estos tumores benignos pueden causar menstruaciones más intensas o prolongadas.
- Adenomiosis: Cuando el revestimiento del útero crece en su pared, puede resultar en sangrados abundantes y dolorosos.
- Problemas de ovulación: La anovulación, cuando los ovarios no liberan un óvulo, puede alterar los niveles hormonales y causar sangrado irregular.
- Embarazo anormal: Aborto espontáneo o problemas con la placenta pueden resultar en sangrados anormales.
- Uso de dispositivos anticonceptivos: Un DIU sin hormonas puede causar sangrados abundantes, mientras que los DIU con progestina pueden ayudar a reducirlos.
- Trastornos de sangrado: Condiciones genéticas, como la enfermedad de von Willebrand, pueden causar hemorragias menstruales intensas.
- Medicamentos: Algunos tratamientos hormonales y anticoagulantes pueden provocar sangrados abundantes o prolongados.
- Otras enfermedades: Problemas en el hígado, riñón o tiroides también pueden contribuir a la menorragia.

## Diagnóstico
El proceso de diagnóstico de la menorragia inicia con una revisión detallada de la historia médica de la mujer y un examen físico completo, que incluye un chequeo pélvico. Es crucial descartar otros trastornos menstruales y afecciones que puedan estar contribuyendo al sangrado. Para lograr un diagnóstico preciso, se pueden realizar los siguientes procedimientos:
- Análisis de sangre: Para evaluar anemia y posibles trastornos en la tiroides o problemas de coagulación.
- Papanicolaou: Examen de células del cuello uterino para detectar cambios anormales que podrían indicar un riesgo de cáncer.
- Ecografía: Utilización de ultrasonido para obtener imágenes del útero y los ovarios.
- Biopsia endometrial: Extracción de tejido del revestimiento del útero para buscar signos de cáncer o células anormales.
- Histeroscopia: Examen visual del interior del útero a través de un instrumento delgado introducido por la vagina.
- Registro menstrual: Se puede solicitar a la paciente que lleve un diario sobre su flujo menstrual y el uso de productos sanitarios.

Los resultados de estas pruebas iniciales pueden llevar a la realización de estudios adicionales, que incluyen:
- Sonohisterografía: En este procedimiento, se inyecta un líquido en el útero a través de un catéter que se introduce por la vagina y el cuello uterino. Luego, se utiliza ecografía para identificar posibles problemas en el revestimiento del útero.

El diagnóstico de sangrado menstrual abundante o anormal solo se puede confirmar una vez que se han descartado otras posibles causas de la afección.

## Tratamientos
El tratamiento de la menorragia se adapta a las necesidades individuales y considera varios factores, como la salud general, edad e historia clínica, la causa y gravedad de la afección, tolerancia a procedimientos, medicamentos o terapias y la preferencia y deseo de la paciente. Las opciones de tratamiento incluyen:

#### Medicamentos
- Antiinflamatorios no esteroides (AINE): Ayudan a reducir el sangrado y los calambres menstruales.
- Suplementos de hierro: Se utilizan si hay anemia.
- Anticonceptivos orales: Pueden ayudar a regular el ciclo menstrual y reducir el flujo.
- Progesterona: Tratamiento hormonal para equilibrar el ciclo.
- Ácido tranexámico: Ayuda a disminuir la pérdida de sangre durante la menstruación.
- DIU hormonal: Este dispositivo intrauterino libera un tipo de progestina llamada levonorgestrel. Adelgaza el revestimiento uterino y reduce el flujo sanguíneo menstrual y los calambres.
- Otros medicamentos. Los agonistas y antagonistas de la hormona liberadora de gonadotropina también se denominan medicamentos GnRH. Ayudan a controlar las hemorragias uterinas abundantes.

#### Procedimientos quirúrgicos
El enfoque del tratamiento se basa en la gravedad de la menorragia y la respuesta a los medicamentos, con la posibilidad de realizar procedimientos quirúrgicos si es necesario. Algunos de ellas son:
- Dilatación y curetaje (D y C): Se abre el cuello del útero para raspar o succionar tejido del revestimiento uterino. Se utiliza para diagnosticar causas de sangrado anormal.
- Ecografía focalizada: Reduce el tamaño de los fibromas usando ondas ultrasónicas sin incisiones.
- Ablación endometrial: Destruye el revestimiento del útero para reducir el sangrado.
- Resección endometrial: Elimina el revestimiento del útero mediante un procedimiento quirúrgico.
- Histerectomía: Extirpación del útero y el cuello uterino, lo que elimina el sangrado menstrual.
- Miomectomía: Remoción de fibromas uterinos, realizada por laparoscopia o cirugía abierta.
- Embolización de arterias uterinas: Bloquea el flujo sanguíneo hacia los fibromas para reducir su tamaño.